# Wilhelm Kress
Wilhelm Kress ( Szentpétervár, 1836. július 29. – Bécs, 1913. február 24.)  osztrák mérnök feltaláló, zongoraépítő-hangoló, repülőszerkesztő, repülő építő. 

## Élete
1873-ban költözött Bécsbe. Modelleket kezdett építeni, majd olyan gépeket amelyek képesek az ember segítségével repülni. 1877-ben olyan sárkányrepülőt épített amely a domboldalról indítva vitorlázórepülőként siklott. Folyamatosan alakította elképzeléseit, majd az első konstruktőrök között (Daimler) motort épített repülőgépébe. 1900-ban kialakította a botkormányt, de nem szabadalmaztatta. A francia repülőgép építő Robert Esnault-Pelterie 1907-ben szabadalmaztatta a botkormányt. 1901. október 3-án a Tullnerbach melletti wienerwaldi tónál egy, a vízfelszínről indítható repülőgépet épített (lezuhanás esetén nagyobb esély volt a túlélésre). A néhány száz kilogramm súlyú gépet alumíniumból, fából és vasalkatrészekből illesztette össze. A motor indítása után simán siklott a vízen, a magassági kormány meghúzása után több szökelléssel tette meg a kijelölt távolságot. Hosszabb repülést a motor (korabeli) súlya (380 kilogramm) nem tette lehetővé.  A repülés a Wright fivérek repülése előtt két évvel történt. Repülőgépe a kísérleti repülések során összetört.

## Szakmai sikerek
A korabeli környezet nem tudta értékelni szakmai munkásságát. Az utókor Ausztriája a repülés nagy úttörőjét tiszteli benne. Bécs városa díszsírhelyet adományozott, próbarepülései helyén  emlékművet állítottak részére. 1952-ben alapították a róla elnevezett Wilhelm Kress Osztrák Modell és Repülőklubot. Halálának 50. évfordulóján vitorlázógépet neveztek el róla.